# Кировец (клуб по хоккею с мячом)

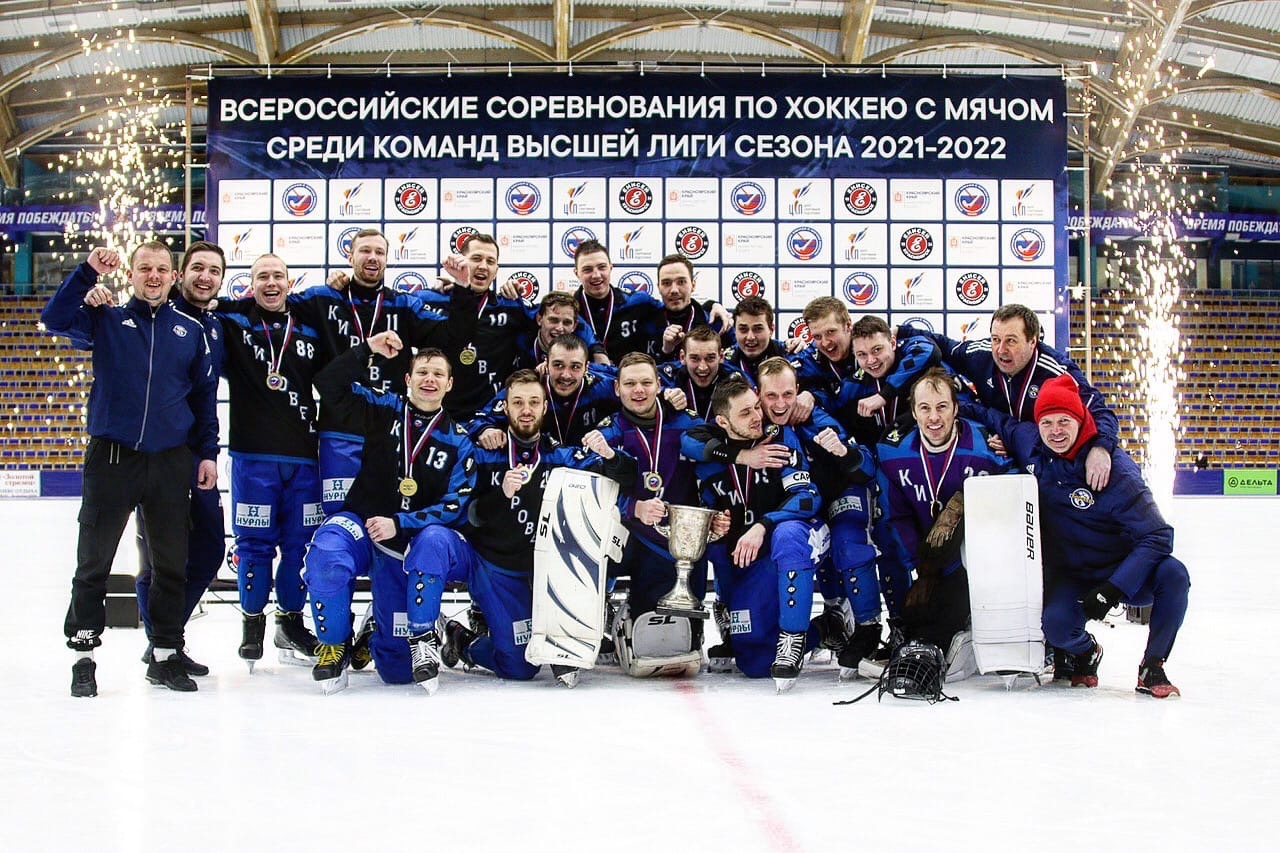
Победа в Высшей лиге сезона 2021–2022

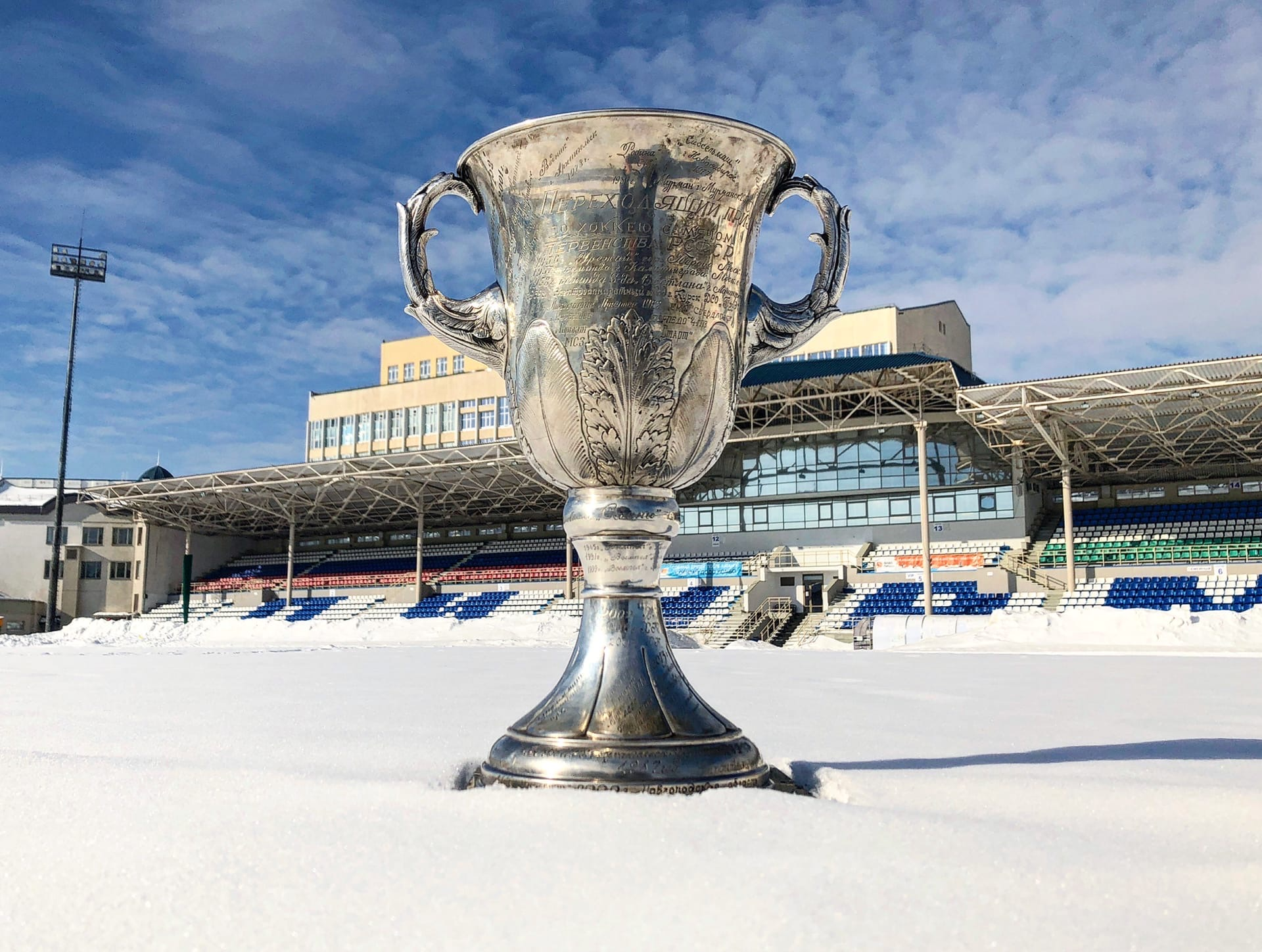
Кубок Победителей Высшей лиги сезона 2021–2022

«Кировец» — советский и российский клуб по хоккею с мячом из города Уфы. Главный тренер — И.М. Войтович. 

## История

#### 1979–1991
На всесоюзной арене уфимская команда «Темп» впервые появилась в 1962 году в одной из зон зонального этапа чемпионата СССР (в Свердловске и Первоуральске), заняв 9 место из 9 команд. Команда «Кировец» на всесоюзной арене дебютировала в сезоне 1979/80 во второй лиге, заняв в 5-й зоне 2-е место из 6 команд.
По решению Федерации хоккея с мячом РСФСР в следующем сезоне команда дебютировала уже в первой лиге из-за отказа «Строителя» Усть-Илимска, выигравшего финал второй лиги, и занявшего второе место «Нейтрона» Димитровграда.
Команда представляла коллектив физической культуры Уфимского завода имени С. М. Кирова, в честь которого назван клуб. В первой лиге клуб выступал 7 лет до сезона 1986/1987 года, после чего вернулся на уровень второй лиги, где играл ещё 4 сезона до 1991 года.

#### С 2018
В декабре 2018 года было объявлено, что в Республике Башкортостан, при поддержке Главы Республики Р. Ф. Хабирова, после 28-летнего перерыва, будет воссоздана команда мастеров по хоккею с мячом «Кировец». В кратчайшие сроки была создана необходимая материальная база, оборудован стадион, отвечающий всем требованиям для проведения соревнований самого высокого уровня, что позволило ХК «Кировец» стать сначала бронзовым призёром Финала Первенства России среди КФК (в Уфе в феврале 2019 года на базе стадиона «Олимп» спортивной школы Олимпийского резерва № 10). 
20 мая 2019 года зарегистрирована Автономная некоммерческая организация «Хоккейный Клуб «Кировец». В сезоне 2019-2020 годов клуб выступил во Всероссийских соревнований по хоккею с мячом Высшая лига. Главным тренером был назначен А.М. Кузьмин. Трижды подряд «Кировец» завоёвывал право играть в финальном турнире Высшей лиги, и если в 2020 году финальный турнир в Москве отменили из-за пандемии коронавируса, то в 2021 году уфимцы заняли четвертое место в Кемерове, уступив бронзовые медали по пенальти абаканским «Саянам». В 2022 году в Красноярске в финальном матче «Кировец» взял реванш за прошлогоднее поражение у «Саян» и впервые стал победителем Высшей лиги. 
17 июня 2022 года объявлено, что ХК «Кировец» в сезоне 2022-2023 годов впервые в истории сыграет в чемпионате России и в розыгрыше Кубка России. В дебютном сезоне в Суперлиге команда заняла высокое 11-е место, что стало наивысшим успехом башкирского хоккея с мячом в истории. Тем не менее после окончания сезона было принято решение, что следующий сезон ХК «Кировец» вновь проведет в Первенстве России по хоккею с мячом среди команд Высшей лиги, причем в подгруппе 1 (в состав которой входят команды западной части страны). С сезона 2023-2024 главным тренером команды стал Войтович, Игорь Михайлович, ранее работавший старшим тренером.  

## Статистика

Новый логотип с 2019 года

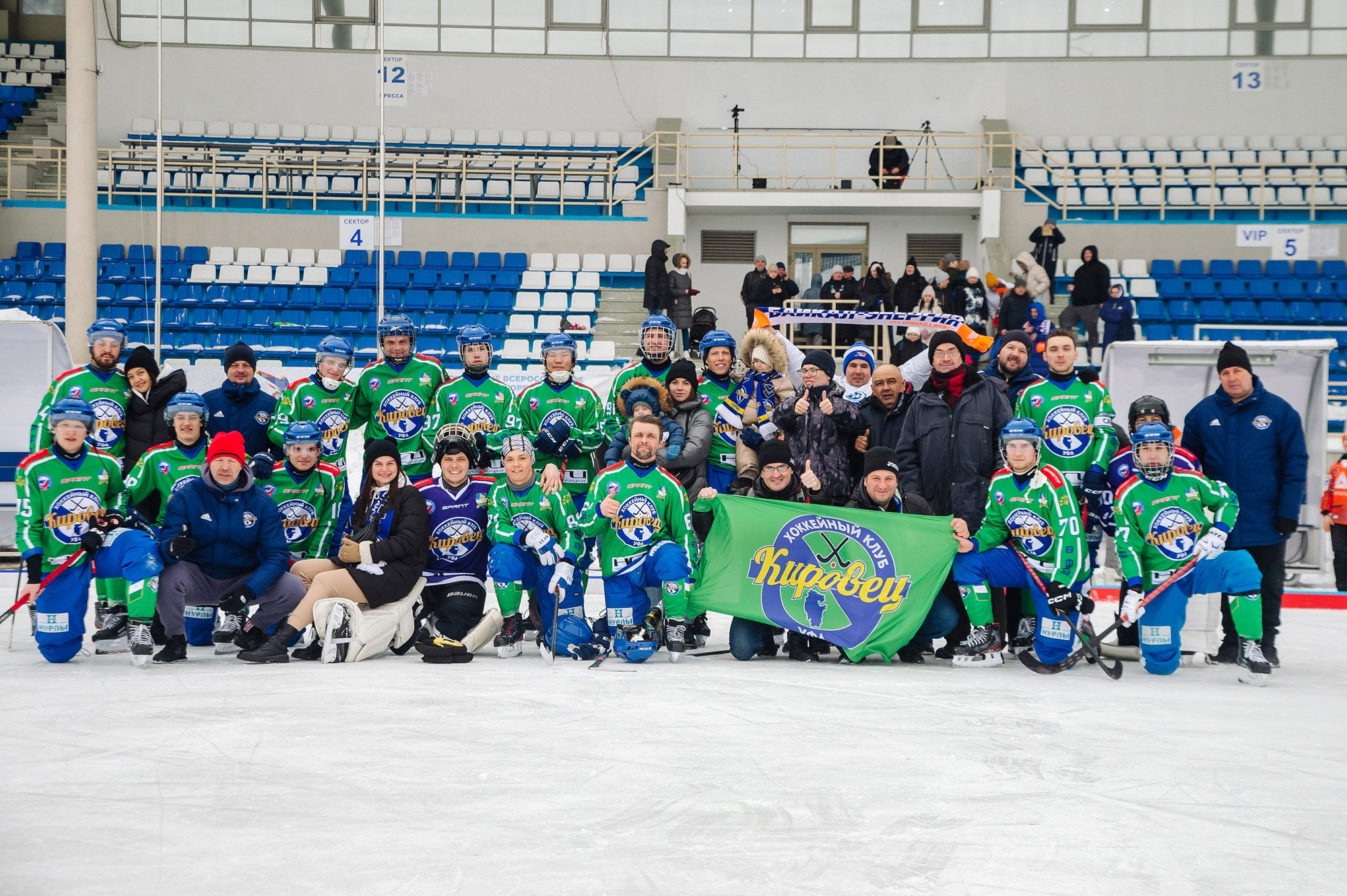
Общая фотография хоккеистов "Кировца" и болельщиков после последнего матча в дебютном сезоне Суперлиги, 28 февраля 2023 года

| Сезон             | Лига                              | И  | В  | Н | П  | Мячи            | О  | Места    | Бомбардиры                                               |
| 1979/80           | Вторая лига, 5-я зона             | 20 | 12 | 1 | 7  | 70-39           | 25 | 2 из 6   | В.Монахов – 25                                           |
| 1980/81           | Первая лига, 2-я подгруппа        | 24 | 8  | 1 | 15 | 70-78           | 17 | 6 из 7   | А.Стухин – 15                                            |
| 1981/82           | Первая лига, 2-я подгруппа        | 28 | 10 | 5 | 13 | 82-103          | 25 | 6 из 8   | А.Страхов – 20                                           |
| 1982/83           | Первая лига, 2-я подгруппа        | 28 | 15 | 3 | 10 | 124-105         | 33 | 3 из 8   | А.Ямцов – 38                                             |
| 1983/84           | Первая лига, 2-я подгруппа        | 28 | 9  | 4 | 15 | 100-122         | 22 | 6 из 8   | А.Ямцов – 25                                             |
|                   | Кубок СССР (Казань)               | 5  | 3  | 0 | 2  | 15-13           | 6  | 3 из 6   | И.Дворников – 6                                          |
| 1984/85           | Первая лига, 3-я подгруппа        | 24 | 10 | 4 | 10 | 105-107         | 24 | 3 из 7   | А.Ямцов – 23                                             |
|                   | Кубок СССР (Киров)                | 3  | 1  | 1 | 1  | 21-17           | 3  | 2 из 4   | В.Рязанов – 7                                            |
| 1985/86           | Первая лига, 2-я подгруппа        | 28 | 9  | 3 | 16 | 103-147         | 21 | 6 из 8   | А.Ямцов – 46                                             |
|                   | Кубок СССР (Оренбург)             | 5  | 1  | 0 | 4  | 16-21           | 2  | 5 из 6   | А.Ямцов – 7                                              |
| 1986/87           | Первая лига, 2-я подгруппа        | 28 | 2  | 3 | 23 | 57-166          | 7  | 8 из 8   | В.Малыгин – 19                                           |
|                   | Кубок СССР (Северодвинск)         | 5  | 1  | 0 | 4  | 12-25           | 2  | 6 из 6   | А.Филатов – 3                                            |
| 1987/88           | Вторая лига, 2-я зона             | 20 | 10 | 4 | 6  | 86-61           | 24 | 2 из 6   | Р.Нурутдинов – 26                                        |
| 1988/89           | Вторая лига, 4-я зона             | 20 | 8  | 1 | 11 | 61-94           | 17 | 4 из 6   | Э.Баишев – 18                                            |
| 1989/90           | Вторая лига, 3-я зона             | 24 | 9  | 3 | 12 | 92-95           | 21 | 5 из 7   | Э.Баишев – 33                                            |
| 1990/91           | Вторая лига, 3-я зона             | 24 | 13 | 4 | 7  | 140-94          | 30 | 1 из 7   | Э.Баишев – 40                                            |
|                   | Финальный турнир (Полевской)      | 4  | 1  | 0 | 3  | 15-28           | 2  | 7 из 7   | П.Онищенко – 4                                           |
| После возрождения |                                   |    |    |   |    |                 |    |          |                                                          |
| 2019              | КФК, Финальный турнир (Уфа)       | 5  | 1  | 1 | 3  | 12-19, пен. 4-2 | 4  | 3 из 5   | М.Ефимов – 4                                             |
| 2019/20           | ВЫСШАЯ ЛИГА, группа 2             | 28 | 19 | 2 | 7  | 132-97          | 59 | 1 из 8   | В. Иванов – 33                                           |
|                   | Финальный турнир (Москва)         |    |    |   |    | отменён         |    |          | В. Иванов – 33                                           |
| 2020/21           | ВЫСШАЯ ЛИГА, группа 3             | 20 | 14 | 3 | 3  | 114-42          | 45 | 1 из 6   | В.Иванов – 40                                            |
|                   | Финальный турнир (Кемерово)       | 6  | 4  | 1 | 1  | 37-28, пен. 5-6 | 13 | 4 из 12  | В.Иванов – 40                                            |
| 2021/22           | ВЫСШАЯ ЛИГА, группа 3             | 24 | 17 | 1 | 6  | 138-67          | 52 | 2 из 7   | Р.Гавричков – 26                                         |
|                   | Финальный турнир (Красноярск)     | 6  | 5  | 0 | 1  | 39-24           | 15 | 1 из 12  | Р.Гавричков – 26                                         |
| 2022/23           | Кубок России, I этап (Красноярск) | 6  | 1  | 0 | 5  | 20-44           | 5  | 6 из 7   | П.Даданов – 5                                            |
|                   | СУПЕРЛИГА, I этап                 | 26 | 5  | 4 | 17 | 64-154          | 19 | 11 из 14 | А.Долгих и Р.Ибрагимов – по 13. За сезон: Н.Терёхин – 16 |
| 2023/24           | ВЫСШАЯ ЛИГА, подгруппа 1          | 28 | 15 | 1 | 12 | 139-112         | 46 | 5 из 8   | В.Иванов – 47                                            |
| 2024/25           | ВЫСШАЯ ЛИГА, подгруппа 1          | 28 | 10 | 2 | 16 | 126-149         | 32 | 5 из 8   | В.Иванов – 50 - новый рекорд клуба за один сезон         |

## Достижения
- Бронзовый призёр Финала Первенства России среди КФК — 2019
- Победитель ФНиНВС — 2019
- Обладатель Кубка России по мини-хоккею с мячом — 2019
- Победитель Зонального этапа Первенства России по хоккею с мячом среди команд Высшей лиги 2019/20, 2020/21
- Победитель Первенства России по хоккею с мячом среди команд Высшей лиги сезона 2021/22[9][10][11]